# Mar de dunas de Rebiana
El mar de dunas de Rebiana, es una región desértica de dunas en el sector sureste de Libia con una superficie de aproximadamente 65.000 km² . 

## Geografía
El área del mar de dunas de Rebiana se encuentra en la parte occidental del desierto de Libia en el distrito de Kufra en la región de Cirenaica . Lleva el nombre de la ciudad/oasis de Rebiana la cual se encuentra ubicada hacia su extremo oriental.
Junto con el mar de duna de Calanshio y el gran mar de arena, el mar de duna de Rebiana forma parte del gran desierto de Libia . 